# Liste der Baudenkmale in Stadthagen
Die Liste der Baudenkmale in Stadthagen enthält die Baudenkmale der niedersächsischen Gemeinde Stadthagen und ihrer Ortschaften.

## Grundlage der Denkmalliste
Maßgebliche Grundlage der „Liste der Baudenkmale in Stadthagen“ ist das Verzeichnis, das das Niedersächsischen Landesamts für Denkmalpflege führt (Stand vom Februar 2017). Noch im Verzeichnis vorhandene, mittlerweile abgerissene Gebäude werden weitergeführt, jedoch als abgerissen gekennzeichnet. Außerdem führt das Niedersächsische Landesamt für Denkmalpflege eine Liste mit archäologischen Denkmalen in der Gemeinde Stadthagen.

## Baudenkmale nach Ortsteilen

### Stadthagen
| Bild                                                       | Bezeichnung                                                | Lage                                                        | Beschreibung | Bauzeit | Eingetragen seit | Denkmal- nummer |
| ---------------------------------------------------------- | ---------------------------------------------------------- | ----------------------------------------------------------- | --- | --- | ---------------- | --------------- |
| BW                                                         | Wohnhäuser                                                 | Am Georgschacht 1, 2/3, 4/5, 6/7, 8/9 Karte                 | Konstituierende Bestandteile einer Gruppe gem. §3.3 NDSchG | | 06.12.1983       |                 |
| weitere Bilder                                             | Zechenhaus                                                 | Am Georgschacht 10 Karte                                    | Zechenhaus der Zeche Georgschacht. Einzeldenkmal gem. § 3.2 NDSchG | 1905–1908 | 06.12.1983       |                 |
| weitere Bilder                                             | Elektrische Zentrale                                       | Am Georgschacht 11 a Karte                                  | Einzeldenkmal gem. § 3.2 NDSchG | | 06.12.1983       |                 |
|                                                            | Orgel                                                      | Am Kirchhofe                                                | Teil einer denkmalwerten Einheit Einzeldenkmal gem. § 3.2 NDSchG | | 06.12.1983       |                 |
| weitere Bilder                                             | Evangelisch-lutherische Pfarrkirche St. Martini            | Am Kirchhofe Karte                                          | Die St.-Martini-Kirche ist eine evangelisch-lutherische Kirche im Zentrum von Stadthagen. Sie ist durch gotische Stilelemente geprägt und mit einem angebauten fürstlichen Mausoleum verbunden. Bereits 1230 wird eine Kirche am heutigen Standort erwähnt, die jedoch aufgrund ihrer geringen Größe im Jahre 1318 abgetragen wurde. Von dieser Kirche sind heute noch der 42,3 Meter hohe Turm, der das gesamte Stadtbild beherrscht, und ein Teil der Ummauerung vorhanden. Aus verschiedenen Bauperioden des Mittelalters stammt die dreischiffige gotische Hallenkirche mit drei Anbauten. Das an der Südseite der Kirche 1430 errichtete Beinhaus wird heute als Heizungsraum und Aufgang zum Kirchturm genutzt. Einzeldenkmal gem. § 3.2 NDSchG | | 06.12.1983       |                 |
| weitere Bilder                                             | Mausoleum                                                  | Am Kirchhofe Karte                                          | Das Fürstenmausoleum an der St.-Martini-Kirche ist ein Gesamtkunstwerk aus Architektur, Skulptur und Malerei, dem internationale Bedeutung zuerkannt wird. Das von Fürst Ernst von Holstein-Schaumburg († 1622) für sich, seine Frau Hedwig von Hessen-Kassel und seine Eltern seit 1607 geplante und 1620 begonnene Mausoleum wurde einige Jahre nach seinem Tod durch Hedwig vollendet. Den Entwurf schuf Giovanni Maria Nosseni († 1620), die Bauausführung und die Innenausmalung stammen von Anton Boten. Die 13 Bronzeplastiken und 6 Bronzereliefs des Zentralmonuments sind Reifewerke des bedeutenden Niederländers Adriaen de Vries – die einzigen, die bis heute im ursprünglichen Kontext zu sehen sind. Bau und Ausstattung sind im Originalzustand erhalten und bieten ein authentisches Bild von Stilgefühl und Weltsicht eines regierenden Fürsten zwischen Reformation und Dreißigjährigem Krieg im protestantischen Norddeutschland. Einzeldenkmal gem. § 3.2 NDSchG | 1620–1630 | 06.12.1983       |                 |
| weitere Bilder                                             | Ehemalige Lateinschule                                     | Am Kirchhofe Karte                                          | Die Lateinschule von 1565 wurde als Sandsteingebäude von Graf Otto IV errichtet. 1811 wurde sie geschlossen. Konstituierender Bestandteil einer Gruppe gem. §3.3 NDSchG | | 06.12.1983       |                 |
| Wohnhäuser                                                 | Wohnhäuser                                                 | Am Kirchhofe 1, 2, 3, 4, 7, 8, 9, 13, 14, 15 Karte          | Konstituierende Bestandteile einer Gruppe gem. §3.3 NDSchG | 1580 (Nr. 1 u. 2), Nr. 3 (1611), 1603 (Nr. 7), 1528, Anbau 1610 (Nr. 14)                                                         | 06.12.1983       |                 |
| weitere Bilder                                             | Altes Rathaus                                              | Am Markt 1 Karte                                            | Das Alte Rathaus in Stadthagen ist ein aus Obernkirchener Sandstein errichtetes langgestrecktes ehemaliges Rathaus im Stil der Weserrenaissance. Im Alten Rathaus befinden sich heute Standesamt, Touristeninformation, Festsaal und ein Restaurant. Das den Markt dominierende „Alte Rathaus“ wird zwischen den hohen Stirngiebeln an der Traufseite durch zwei Zwerchhäuser gegliedert. Obwohl erst zwischen 1595 und 1602 errichtet, wird das Motiv des „welschen Giebels“, das bereits den frühen Renaissancebau des Schlosses prägt, wieder aufgenommen. Dem schmucklosen Baukörper sind drei Erker angefügt, deren Bekrönungen mit Rollwerk, Obelisken und Vasen gebildet werden. Aus den zentralen Medaillons schauen Kriegerköpfe auf den Betrachter herab. Die sehr qualitätsvolle Bauplastik stammt von Arendt Robin, der auch die Kamine im Schloss fertigte. Als letzte Erweiterung wurde 1602 eine Utlucht über zwei Etagen am Ostgiebel angefügt. Deren Zierrat nimmt die älteren Motive Robins wieder auf, allerdings nicht in der gleichen künstlerischen Qualität. Unter dem mittleren Erker der Marktseite hängt eine Walrippe. Eine Erinnerung an die Zeit der „Hollandfahrer“, Saisonarbeiter auf holländischen Heringsfängern. Einzeldenkmal gem. § 3.2 NDSchG | Umbau 1595 bis 1602 | 6.12.1983        | ???             |
| Wohn-/Wirtschaftsgebäude                                   | Wohn-/Wirtschaftsgebäude                                   | Am Markt 8 Karte                                            | Sogenanntes „Haus zum Wolf“, Fachwerkeckhaus aus dem Jahr 1575 mit Fächerrosetten. Einzeldenkmal gem. § 3.2 NDSchG | | 06.12.1983       |                 |
| Wohnhäuser                                                 | Wohnhäuser                                                 | Am Markt 3, 4, 5, 6, 7, 10, 12, 13, 14, 17, 18, 19 Karte    | Die Häuser rund um den Markt bilden ein Ensemble, das geschützt ist. Konstituierende Bestandteile einer Gruppe gem. §3.3 NDSchG | 1893 (Nr. 3), Gebäude 1586d, Fassade um 1600/10 (Nr. 4), 1885 (Nr. 6), 1877 (Nr. 7), 1634 (Nr. 15), 1887 (Nr. 18), 1610 (Nr. 19) | 06.12.1983       |                 |
| BW                                                         | Wohnhäuser                                                 | Am Stadtpark 3, 4, 6, 7, 8, 9, 10, 11, 12 Karte             | Konstituierende Bestandteile einer Gruppe gem. §3.3 NDSchG | | 06.12.1983       |                 |
| BW                                                         | Wohn-/Geschäftshaus                                        | Am Viehmarkt Karte                                          | Einzeldenkmal gem. § 3.2 NDSchG | | 06.12.1983       |                 |
| weitere Bilder                                             | Turm                                                       | Am Viehmarkt Karte                                          | Alter Festungsturm von 1423 am Viehmarktplatz, ein Überrest der Stadtbefestigung Einzeldenkmal gem. § 3.2 NDSchG | | 10.12.2002       |                 |
| weitere Bilder                                             | Katholische Kirche St. Joseph                              | Bahnhofstraße 1 Karte                                       | Konstituierender Bestandteil einer Gruppe gem. §3.3 NDSchG | 1886/87 erbaut, 1953/54 erweitert                                                                                                | 06.12.1983       |                 |
| BW                                                         | Katholisches Pfarrhaus                                     | Bahnhofstraße 3 Karte                                       | Konstituierender Bestandteil einer Gruppe gem. §3.3 NDSchG | | 06.12.1983       |                 |
| BW                                                         | Wohnhaus                                                   | Bahnhofstraße 2 Karte                                       | Einzeldenkmal gem. § 3.2 NDSchG | | 06.12.1983       |                 |
|                                                            | Wohnhaus                                                   | Bahnhofstraße 4                                             | Einzeldenkmal gem. § 3.2 NDSchG | | 06.12.1983       |                 |
| BW                                                         | Wohnhaus                                                   | Bahnhofstraße 6 Karte                                       | Einzeldenkmal gem. § 3.2 NDSchG | | 06.12.1983       |                 |
| BW                                                         | Postamt                                                    | Bahnhofstraße 7 Karte                                       | Einzeldenkmal gem. § 3.2 NDSchG | | 06.12.1983       |                 |
| BW                                                         | Wohnhaus                                                   | Bahnhofstraße 12 Karte                                      | Einzeldenkmal gem. § 3.2 NDSchG | | 06.12.1983       |                 |
| BW                                                         | Wohnhaus mit Nebengebäude                                  | Bahnhofstraße 17 Karte                                      | Einzeldenkmäler gem. § 3.2 NDSchG | | 06.12.1983       |                 |
| BW                                                         | Wohnhäuser                                                 | Bahnhofstraße 20, 22, 37, 39, 41, 43, 45, 47, 51, 53 Karte  | Konstituierende Bestandteile einer Gruppe gem. §3.3 NDSchG | | 06.12.1983       |                 |
| BW                                                         | Wohnhaus                                                   | Bahnhofstraße 28 Karte                                      | Einzeldenkmal gem. § 3.2 NDSchG | | 06.12.1983       |                 |
| BW                                                         | Wohnhaus                                                   | Bahnhofstraße 30 Karte                                      | Einzeldenkmal gem. § 3.2 NDSchG | | 06.12.1983       |                 |
| BW                                                         | Wohnhaus                                                   | Bahnhofstraße 34 Karte                                      | Einzeldenkmal gem. § 3.2 NDSchG | | 06.12.1983       |                 |
| BW                                                         | Wohnhaus                                                   | Bahnhofstraße 36 Karte                                      | Einzeldenkmal gem. § 3.2 NDSchG | | 06.12.1983       |                 |
| Wohnhaus mit Einfriedung                                   | Wohnhaus mit Einfriedung                                   | Bahnhofstraße 57 Karte                                      | Einzeldenkmal gem. § 3.2 NDSchG | | 06.12.1983       |                 |
| Wohnhaus                                                   | Wohnhaus                                                   | Bahnhofstraße 68 Karte                                      | Einzeldenkmal gem. § 3.2 NDSchG | | 06.12.1983       |                 |
| Wohnhaus                                                   | Wohnhaus                                                   | Bahnhofstraße 70 Karte                                      | Konstituierender Bestandteil einer Gruppe gem. §3.3 NDSchG | | 06.12.1983       |                 |
| Empfangsgebäude                                            | Empfangsgebäude                                            | Bahnhofstraße 72 Karte                                      | Konstituierender Bestandteil einer Gruppe gem. §3.3 NDSchG | | 06.12.1983       |                 |
| Hotel                                                      | Hotel                                                      | Bahnhofstraße 79 Karte                                      | Das sehr vernachlässigte Bahnhofshotel wird umgebaut und in ein Wohngebäude mit einigen Mietwohnungen verwandelt. Einzeldenkmal gem. § 3.2 NDSchG | | 06.12.1983       |                 |
| Wohnhaus                                                   | Wohnhaus                                                   | Bahnhofstraße 81 Karte                                      | Konstituierender Bestandteil einer Gruppe gem. §3.3 NDSchG | | 06.12.1983       |                 |
| Wohnhaus                                                   | Wohnhaus                                                   | Bahnhofstraße 83 Karte                                      | Konstituierender Bestandteil einer Gruppe gem. §3.3 NDSchG | | 06.12.1983       |                 |
| weitere Bilder                                             | Gärtnerhaus                                                | Brunnenstraße 16 Karte                                      | Dieses Gärtnerhaus war mal das sogenannte „Brunnenhaus“ am Rande des Stadtgartens. Allerdings hörte die Kur mit dem angeblich heilkräftigen Brunnenwasser schon im 19. Jahrhundert auf. Einzeldenkmal gem. § 3.2 NDSchG | | 06.12.1983       |                 |
| Wohnhaus                                                   | Wohnhaus                                                   | Echternstraße 8 Karte                                       | Einzeldenkmal gem. § 3.2 NDSchG | | 06.12.1983       |                 |
| Wohnhaus                                                   | Wohnhaus                                                   | Echternstraße 12 Karte                                      | Einzeldenkmal gem. § 3.2 NDSchG | | 06.12.1983       |                 |
| BW                                                         | Wohnhäuser                                                 | Echternstraße 26, 27, 28, 29, 30 Karte                      | Konstituierende Bestandteile einer Gruppe gem. §3.3 NDSchG | 1955 (Nr. 26), 1563 (Nr. 29), um 1600 (Nr. 30)                                                                                   | 06.12.1983       |                 |
| Wohnhaus                                                   | Wohnhaus                                                   | Echternstraße 32 Karte                                      | Einzeldenkmal gem. § 3.2 NDSchG | erbaut um 1600 | 06.12.1983       |                 |
| BW                                                         | Wohnhaus                                                   | Enge Straße 10 Karte                                        | Einzeldenkmal gem. § 3.2 NDSchG | | 06.12.1983       |                 |
| weitere Bilder                                             | Gerichtsgebäude                                            | Enzer Straße 12 Karte                                       | Einzeldenkmal gem. § 3.2 NDSchG | | 06.12.1983       |                 |
| Wohnhaus                                                   | Wohnhaus                                                   | Habichhorster Straße 1 Karte                                | Heute ist dort der heilpädagogische Kindergarten untergebracht. Einzeldenkmal gem. § 3.2 NDSchG | | 06.12.1983       |                 |
| Pavillon im Schlosspark                                    | Pavillon im Schlosspark                                    | Habichhorster Straße 2 Karte                                | Der Pavillon am Schlossteich gehört zum Stadtgarten. In ihm ist ein Café untergebracht. Die Anlage muss zur Zeit saniert werden. Einzeldenkmal gem. § 3.2 NDSchG | | 06.12.1983       |                 |
| BW                                                         | Wohnhaus                                                   | Herminenstraße 4 Karte                                      | Einzeldenkmal gem. § 3.2 NDSchG | | 06.12.1983       |                 |
| Wohnhäuser                                                 | Wohnhäuser                                                 | Herminenstraße 45, 45 a, 47, 47 a, 49, 49 a, 51, 51 a Karte | (Gibt es diese Siedlung, dieses Ensemble?) Konstituierende Bestandteil einer Gruppe gem. §3.3 NDSchG | | 20.01.1988       |                 |
| weitere Bilder                                             | Kirche                                                     | Klosterstraße Karte                                         | Die Kirche wurde 1485–1500 erbaut, sie ist ein Überbleibsel eines Franziskanerklosters und seit Mitte des 18. Jahrhunderts im Besitz der Reformierten Kirchengemeinde. Einzeldenkmal gem. § 3.2 NDSchG | | 06.12.1983       |                 |
| Zwei Wirtschaftsgebäude und Wohnhaus                       | Zwei Wirtschaftsgebäude und Wohnhaus                       | Klosterstraße 2 Karte                                       | Ehem. Freihof von Oheimb. Putzbau, in seiner jetzigen Form um 1800. Konstituierende Bestandteil einer Gruppe gem. §3.3 NDSchG | 1743 | 06.12.1983       |                 |
| Wohnhaus                                                   | Wohnhaus                                                   | Klosterstraße 4 Karte                                       | Zweigeschossiger giebelständiger Fachwerkbau mit Fächerrosetten, erbaut um 1600. Einzeldenkmal gem. § 3.2 NDSchG | | 06.12.1983       |                 |
| Wohnhaus                                                   | Wohnhaus                                                   | Klosterstraße 5 Karte                                       | Ehem. Brauhaus. Zweigeschossiger Fachwerkbau mit Dielentor. Einzeldenkmal gem. § 3.2 NDSchG | 1743 bezeichnet. | 06.12.1983       |                 |
| Wohnhaus                                                   | Wohnhaus                                                   | Klosterstraße 12 Karte                                      | Fachwerk-Dielenhaus mit Utlucht und reichem Schnitzwerk, bezeichnet 1572 Einzeldenkmal gem. § 3.2 NDSchG | 1572 | 06.12.1983       |                 |
| Wohnhäuser                                                 | Wohnhäuser                                                 | Klosterstraße 15, 16, 28, 29 Karte                          | Konstituierender Bestandteil einer Gruppe gem. §3.3 NDSchG | | 06.12.1983       |                 |
| Wohnhaus                                                   | Wohnhaus                                                   | Klosterstraße 37 Karte                                      | Giebelständiger Fachwerkbau mit Krüppelwalmdach. Derzeit leer stehend und vom Abbruch bedroht. Einzeldenkmal gem. § 3.2 NDSchG | 1638 | 06.12.1983       |                 |
|                                                            | Villa                                                      | Krebshäger Straße 18                                        | Einzeldenkmal gem. § 3.2 NDSchG | | 06.12.1983       |                 |
| BW                                                         | Wohnhäuser                                                 | Krumme Straße 5, 6 Karte                                    | Konstituierende Bestandteile einer Gruppe gem. §3.3 NDSchG | um 1700 (Nr. 5) | 06.12.1983       |                 |
|                                                            | Wohnhäuser                                                 | Krumme Straße 21 a, 21                                      | Konstituierende Bestandteile einer Gruppe gem. §3.3 NDSchG | | 06.12.1983       |                 |
| Wohnhaus                                                   | Wohnhaus                                                   | Krumme Straße 23 Karte                                      | Einzeldenkmal gem. § 3.2 NDSchG | | 06.12.1983       |                 |
| Wohnhaus                                                   | Wohnhaus                                                   | Krumme Straße 25 Karte                                      | Giebelständiger Fachwerkbau, die Gefache mit Backstein ausgefüllt. Einzeldenkmal gem. § 3.2 NDSchG | 1635 bezeichnet, 1986 restauriert                                                                                                | 06.12.1983       |                 |
| Wohnhaus                                                   | Wohnhaus                                                   | Krumme Straße 26 Karte                                      | Einzeldenkmal gem. § 3.2 NDSchG | | 06.12.1983       |                 |
| Wohnhaus                                                   | Wohnhaus                                                   | Krumme Straße 35 Karte                                      | Einzeldenkmal gem. § 3.2 NDSchG | | 06.12.1983       |                 |
| Wohnhaus                                                   | Wohnhaus                                                   | Krumme Straße 41 Karte                                      | Einzeldenkmal gem. § 3.2 NDSchG | 1905 | 06.12.1983       |                 |
| Pförtner/Zollhaus                                          | Pförtner/Zollhaus                                          | Krumme Straße 42 Karte                                      | Einzeldenkmal gem. § 3.2 NDSchG | | 06.12.1983       |                 |
| Wohnhaus                                                   | Wohnhaus                                                   | Marktstraße 1 Karte                                         | Einzeldenkmal gem. § 3.2 NDSchG | 1669 | 06.12.1983       |                 |
| Wohnhaus                                                   | Wohnhaus                                                   | Marktstraße 8 Karte                                         | Einzeldenkmal gem. § 3.2 NDSchG | | 06.12.1983       |                 |
| BW                                                         | Wohnhaus                                                   | Marktstraße 9 Karte                                         | Einzeldenkmal gem. § 3.2 NDSchG | | 06.12.1983       |                 |
| Kapelle, Gedenkstätte                                      | Kapelle, Gedenkstätte                                      | Martin-Luther-Straße Karte                                  | Die Kapelle mit der Gedenkstätte befindet sich auf dem Friedhof der Stadt Konstituierende Bestandteile einer Gruppe gem. §3.3 NDSchG | | 06.12.1983       |                 |
| Wohnhaus                                                   | Wohnhaus                                                   | Niedernstraße 8 Karte                                       | Einzeldenkmal gem. § 3.2 NDSchG | 1612 bezeichnet. | 06.12.1983       |                 |
|                                                            | Wohnhaus                                                   | Niedernstraße 9                                             | Einzeldenkmal gem. § 3.2 NDSchG | | 06.12.1983       |                 |
| BW                                                         | Wohnhaus                                                   | Niedernstraße 10 Karte                                      | Dreigeschossiger Putzbau mit Krüppelwalmdach. Einzeldenkmal gem. § 3.2 NDSchG | 1876 | 06.12.1983       |                 |
| Wohnhaus                                                   | Wohnhaus                                                   | Niedernstraße 12 Karte                                      | Giebelständiger Bruchsteinbau mit expressionistischem Stufengiebel. Im hinteren Teil Reste des gotischen Vorgängerbaus. Einzeldenkmal gem. § 3.2 NDSchG | 1924 | 06.12.1983       |                 |
| Wohnhaus                                                   | Wohnhaus                                                   | Niedernstraße 14 Karte                                      | Einzeldenkmal gem. § 3.2 NDSchG | | 06.12.1983       |                 |
| Wohnhaus                                                   | Wohnhaus                                                   | Niedernstraße 16 Karte                                      | Verputzter Fachwerkbau mit Krüppelwalmdach. Einzeldenkmal gem. § 3.2 NDSchG | um 1600 | 06.12.1983       |                 |
| Wohnhaus, rückwärtig im Grundstück die renovierte Synagoge | Wohnhaus, rückwärtig im Grundstück die renovierte Synagoge | Niedernstraße 19 Karte                                      | Die ehemalige Synagoge wurde rekonstruiert und ist heute ein Lern- und Gedenkort. Einzeldenkmal gem. § 3.2 NDSchG | | 06.12.1983       |                 |
| Wohnhaus                                                   | Wohnhaus                                                   | Niedernstraße 21 Karte                                      | Dreigeschossiger Putzbau mit Krüppelwalmdach, erbaut nach 1600. Einzeldenkmal gem. § 3.2 NDSchG | | 06.12.1983       |                 |
| Wohnhaus                                                   | Wohnhaus                                                   | Niedernstraße 22 Karte                                      | Einzeldenkmal gem. § 3.2 NDSchG | | 06.12.1983       |                 |
| Wohnhaus                                                   | Wohnhaus                                                   | Niedernstraße 31 Karte                                      | Einzeldenkmal gem. § 3.2 NDSchG | | 06.12.1983       |                 |
| Wohnhaus                                                   | Wohnhaus                                                   | Niedernstraße 34 Karte                                      | Fachwerkgiebelhaus Einzeldenkmal gem. § 3.2 NDSchG | um 1600 | 06.12.1983       |                 |
| Wohnhaus                                                   | Wohnhaus                                                   | Niedernstraße 37 Karte                                      | Einzeldenkmal gem. § 3.2 NDSchG | Ehem. Brauhaus. Fachwerk-Giebelhaus mit Schnitzereien. Die Backsteinausfachungen im Zierverband.                                 | 06.12.1983       |                 |
| Wohnhaus                                                   | Wohnhaus                                                   | Niedernstraße 37 a Karte                                    | Einzeldenkmal gem. § 3.2 NDSchG | 1914 | 06.12.1983       |                 |
| BW                                                         | Wohnhaus                                                   | Niedernstraße 40 Karte                                      | Einzeldenkmal gem. § 3.2 NDSchG | | 06.12.1983       |                 |
| BW                                                         | Wohnhäuser                                                 | Niedernstraße 42, 44, 45, 46, 47, 48, 49 Karte              | Konstituierende Bestandteile einer Gruppe gem. §3.3 NDSchG | 1574 (N. 42), vor 1600 (Nr. 44),um 1700 (Nr. 45), 1750, 1581 (Nr. 48), 1618 (Nr. 49)                                             | 06.12.1983       |                 |
| Pavillon                                                   | Pavillon                                                   | Obernstraße                                                 | Der Pavillon am Teich des Stadtgartens ist das sogenannte Lusthaus des ehemaligen Schlossgartens, der außerhalb der Mauer sich im Süden des Schlosses erstreckte. Einzeldenkmal gem. § 3.2 NDSchG | | 06.12.1983       |                 |
| Park                                                       | Park                                                       | Obernstraße Karte                                           | Schlosspark rund um das Schloss Stadthagen, in dem heute das Finanzamt untergebracht ist. Konstituierende Bestandteile einer Gruppe gem. §3.3 NDSchG | | 06.12.1983       |                 |
| BW                                                         | Wohnhäuser                                                 | Obernstraße 3, 4, 5, 6, 7, 8, 29, 31 Karte                  | Konstituierende Bestandteile einer Gruppe gem. §3.3 NDSchG | 1915 (Nr. 4), um 1600 (Nr. 5), 1650 (Nr. 11), um 1600 (Nr. 7), 1685, Hinterhaus vor 1600 (Nr. 8),                                | 06.12.1983       |                 |
| Wohnhaus                                                   | Wohnhaus                                                   | Obernstraße 17 Karte                                        | Einzeldenkmal gem. § 3.2 NDSchG | | 06.12.1983       |                 |
| Wohnhaus                                                   | Wohnhaus                                                   | Obernstraße 19 Karte                                        | Fachwerk-Giebelhaus mit Fächerrosetten Einzeldenkmal gem. § 3.2 NDSchG | 1650 | 06.12.1983       |                 |
| weitere Bilder                                             | Ehemaliges Wohnhaus, heute Museum Amtspforte               | Obernstraße 32 a Karte                                      | Einzeldenkmal gem. § 3.2 NDSchG | 1553 bezeichnet | 12.12.2001       |                 |
| Kavaliershaus                                              | Kavaliershaus                                              | Obernstraße 33 b Karte                                      | Einzeldenkmal gem. § 3.2 NDSchG | | 12.12.2001       |                 |
| weitere Bilder                                             | Schloss                                                    | Obernstraße 33 b Karte                                      | Das Schloss Stadthagen des damals regierenden Grafen- und späteren Fürstenhauses zu Schaumburg-Lippe wurde in den Jahren 1535–1539 von Graf Adolf XI. in Stadthagen an der Stelle einer Vorläuferanlage errichtet. Dabei handelte es sich um eine 1224 erbaute Wasserburg, die Graf Adolf III. von Schaumburg in einer Rodung im Dülwald erbaute. Der Neubau des Schlosses ab 1535 wurde vom Baumeister Jörg Unkair geplant und gebaut, der aus Lustnau bei Tübingen stammte und vorher am Zisterzienserkloster Bebenhausen gearbeitet hatte. Er wählte im Bückeberg bei Obernkirchen selbst den Sandstein aus. Das Residenzschloss wurde als eine großzügige quadratische Vierflügelanlage gestaltet, deren Nordwestecke zur Stadt hin offen blieb. Die Zwerchhäuser und Flügelgiebel – Welsche Giebel – ähneln denen der Schelenburg bei Osnabrück, die Unkair zuvor errichtet hatte. Da er aber in Stadthagen, anders als bei der Schelenburg, auf die Burgreste aus dem Mittelalter keine Rücksicht zu nehmen brauchte, wirkt das Schloss nicht nur nach innen, sondern auch nach außen freundlich. Es wurde als reines Wohnschloss ohne Wehraufgaben erbaut. Nach der Fertigstellung 1539 zog im folgenden Jahr die Schaumburger Landesregierung ein; auch die Steuer- und Finanzbehörde erhielt hier ihren Sitz. Im Jahr 1608 wurde der Regierungs- und Wohnsitz der Schaumburger Grafen nach Bückeburg verlegt. Später diente das Schloss als Witwensitz sowie Wohnsitz des Erbprinzen. 1875 erfolgte eine umfassende Restaurierung. Nach dem Ersten Weltkrieg wurde das Schloss 1919 Eigentum des neu gegründeten Freistaates Schaumburg-Lippe, seit dem Jahre 1946 des Landes Niedersachsen. Das Schloss gilt als ältestes und einflussreichstes Baudenkmal der Weserrenaissance in Niedersachsen. Einzeldenkmal gem. § 3.2 NDSchG | | 12.12.2001       | 36799739        |
| Wohnhaus                                                   | Wohnhaus                                                   | Oberntorstraße 2 Karte                                      | Einzeldenkmal gem. § 3.2 NDSchG | | 06.12.1983       |                 |
| BW                                                         | Wohnhaus                                                   | Querstraße 2 Karte                                          | Einzeldenkmal gem. § 3.2 NDSchG | Steinrelief von 1560 | 06.12.1983       |                 |
| weitere Bilder                                             | Kapelle, Siechenhaus, Speicher                             | Probsthägerstraße, Ecke Vornhägerstraße Karte               | Wohl zusammen mit dem nördlich anschließenden Leprosenheim Johannishof, das allerdings urkundlich erst 1394 belegt ist, wurde 1312 außerhalb der ummauerten Stadt – etwa 250 Meter vor dem Niederntor – die St.-Johannis-Kapelle erbaut. Sie ist eine rechteckige gotische Bruchstein-Saalkirche mit Satteldach. Die Fensterschlitze, sogenannte Hagioskope (Lepraspalten), an der Nordseite waren für die Leprakranken bestimmt, um ihnen während der Messe den Blick auf den Altar und die Hostie zu ermöglichen. Das Leprosenheim wurde um 1500 in ein Armenhaus umgewandelt. Das heutige Gebäude stammt aus dem 17. Jahrhundert. Es wurde in den 1970er Jahren saniert und zu einem Atelier- und Wohnhaus umgebaut. Während der Inflationszeit war die St.-Johannis-Kapelle Leichenhalle. | | 06.12.1983       |                 |
| Wohnhaus                                                   | Wohnhaus                                                   | Schulstraße 9 Karte                                         | Einzeldenkmal gem. § 3.2 NDSchG | | 06.12.1983       |                 |
| Wohnhaus                                                   | Wohnhaus                                                   | Schulstraße 11 Karte                                        | Einzeldenkmal gem. § 3.2 NDSchG | | 06.12.1983       |                 |
| Wohnhaus                                                   | Wohnhaus                                                   | Schulstraße 12 Karte                                        | Einzeldenkmal gem. § 3.2 NDSchG | | 06.12.1983       |                 |
| Wohnhaus                                                   | Wohnhaus                                                   | Schulstraße 17 Karte                                        | Einzeldenkmal gem. § 3.2 NDSchG | | 06.12.1983       |                 |
| Wohnhaus                                                   | Wohnhaus                                                   | Schulstraße 18 Karte                                        | Einzeldenkmal gem. § 3.2 NDSchG | | 06.12.1983       |                 |
| Wohnhaus                                                   | Wohnhaus                                                   | Schulstraße 22 Karte                                        | Alter Teil der Schule am Schlosspark Einzeldenkmal gem. § 3.2 NDSchG | | 06.12.1983       |                 |
| weitere Bilder                                             | Jüdischer Friedhof                                         | Seilerstraße Karte                                          | Der jüdische Friedhof wurde um das Jahr 1822 angelegt als Ersatz für einen alten Friedhof, der seit 1597 belegt worden war und sich „auf dem Wall“ befand. Auf diesem alten Friedhof durften auf den Gräbern keine Steine gesetzt werden, da der Wall von den Bürgern auch zum Spazierengehen benutzt wurde und „christliche“ Augen nicht beleidigt werden sollten. Nach dem Zweiten Weltkrieg wurden auf dem Friedhof in den Jahren 1955/56, 1985 und 1994 Instandsetzungsarbeiten durchgeführt. Seit 1960 befindet er sich im Besitz des Landesverbandes der Jüdischen Gemeinden von Niedersachsen. Seit 1974 ist die Stadt für die Pflege des Friedhofs zuständig. Konstituierende Bestandteile einer Gruppe gem. §3.3 NDSchG | Um 1822 | 06.12.1983       |                 |
| Wallanlage, Gedenkstätten, Denkmal                         | Wallanlage, Gedenkstätten, Denkmal                         | Wallanlage                                                  | Konstituierende Bestandteile einer Gruppe gem. §3.3 NDSchG | | 06.12.1983       |                 |

### Bruchhof
| Bild                                                                        | Bezeichnung                                                                 | Lage           | Beschreibung | Bauzeit | Eingetragen seit | Denkmal- nummer |
| --------------------------------------------------------------------------- | --------------------------------------------------------------------------- | -------------- | --- | ------- | ---------------- | --------------- |
| Hauptgebäude, Wohnhaus, Scheune und Wohn-/Wirtschaftsgebäude des Bruchhofes | Hauptgebäude, Wohnhaus, Scheune und Wohn-/Wirtschaftsgebäude des Bruchhofes | Bruchhof Karte | Als mittelalterlicher Herrensitz vor den Toren Stadthagens, im zwölften Jahrhundert vom adeligen Ritter Mirabilis von Broke erbaut, hatte der Bruchhof eine wechselvolle Geschichte. Im Jahre 1732 gelangte er in den Besitz der Grafen von Schaumburg. Seit 2007 wird diese historische Anlage vom Projekt Probsthagen unter Mitarbeit der Teilnehmer aufwendig restauriert und ein innovatives Tagungs- und Kommunikationszentrum geschaffen. Konstituierende Bestandteile einer Gruppe gem. §3.3 NDSchG |         | 6.12.1983        |                 |

### Enzen
| Bild | Bezeichnung                                                       | Lage                        | Beschreibung                                                                                      | Bauzeit | Eingetragen seit | Denkmal- nummer |
| ---- | ----------------------------------------------------------------- | --------------------------- | ------------------------------------------------------------------------------------------------- | ------- | ---------------- | --------------- |
| BW   | Werkstattgebäude, Stall, Melkmeisterwohnung, Gärtnerhaus, Scheune | Nienstädter Straße Karte    | Konstituierende Bestandteile einer Gruppe gem. §3.3 NDSchG                                        |         | 6.12.1983        |                 |
| BW   | Wohnhaus mit Landschaftsgarten                                    | Nienstädter Straße 11 Karte | Konstituierender Bestandteil einer Gruppe gem. §3.3 NDSchG und Teil einer (denkmalwerten) Einheit |         | 6.12.1983        |                 |

### Habichhorst-Blyinghausen
| Bild | Bezeichnung    | Lage                 | Beschreibung                    | Bauzeit | Eingetragen seit | Denkmal- nummer |
| ---- | -------------- | -------------------- | ------------------------------- | ------- | ---------------- | --------------- |
| BW   | Wolfgangbrücke | Vornhäger Bach Karte | Einzeldenkmal gem. § 3.2 NDSchG |         |                  | 36806700        |

### Hobbensen
| Bild | Bezeichnung                                    | Lage                      | Beschreibung                                               | Bauzeit | Eingetragen seit | Denkmal- nummer |
| ---- | ---------------------------------------------- | ------------------------- | ---------------------------------------------------------- | ------- | ---------------- | --------------- |
| BW   | Wohn-/Wirtschaftsgebäude, Scheune und Backhaus | Dorfstraße 2 Karte        | Konstituierende Bestandteile einer Gruppe gem. §3.3 NDSchG |         | 6.12.1983        |                 |
| BW   | Altenteil                                      | Stemmer Straße 21 a Karte | Einzeldenkmal gem. § 3.2 NDSchG                            |         | 6.12.1983        |                 |
| BW   | Zwei Scheunen                                  | Stemmer Straße 15 Karte   | Einzeldenkmäler gem. § 3.2 NDSchG                          |         | 6.12.1983        |                 |

### Hörkamp/Langenbruch
| Bild | Bezeichnung              | Lage                  | Beschreibung                    | Bauzeit | Eingetragen seit | Denkmal- nummer |
| ---- | ------------------------ | --------------------- | ------------------------------- | ------- | ---------------- | --------------- |
| BW   | Wohn-/Wirtschaftsgebäude | Am Bückeberg 41 Karte | Einzeldenkmal gem. § 3.2 NDSchG |         | 06.12.1983       |                 |

### Krebshagen
(Alt-)Krebshagen ist eines der letzten typischen Hagenhufen-Dörfer in Deutschland. Hagendörfer sind langgestreckte Dörfer, die durch Ansiedlungen an einem Weg entlang entstanden sind. So liegen die alten Gehöfte in Krebshagen durchweg an einer Straßenseite. Hinter den Anwesen verläuft meistens ein Bach, hier in Krebshagen der Krebshäger Bach, amtlich der „Krumme Bach“, der früher zur Trinkwasser- und (auch heute noch teilweise) zur Brauchwasserversorgung insbesondere auch für das Vieh diente. Die zugehörigen Ländereien, die Hufen, liegen beiderseits der Straße vor und hinter den Höfen.
Die Bauernhäuser baute man als Niederdeutsche Hallenhäuser mit großer Dieleneinfahrt (Dielentür) und abschließendem Wohnteil. Dadurch war es möglich, mit den Erntewagen in die Häuser zu fahren, um dann durch die Dachluke Stroh, Heu, Getreide usw. auf den Boden („Böhne“) zu bringen. Oftmals konnte man auch auf der anderen Seite des Hauses wieder hinausfahren. Rechts und/oder links neben der Diele waren oft die Ställe für das Vieh angeordnet. Das brachte im Winter Wärme ins Haus. An den Giebelseiten sind die Dächer als Halbwalm („Ham“) heruntergezogen und weisen die für das Schaumburger Land typische Rundungen (Rundgiebel) auf.
Krebshagen ist nach alten Aufzeichnungen durch Rodungen bereits vor 1319 entstanden (Wendthagen bzw. in alter Zeit auch „Wenethage“, unser Nachbardorf, ist um 1200 entstanden). Es wird vermutet, dass Wendthagen ausgehend vom Bruchhof, der wohl absolut ältesten Siedlung in unserer Umgebung, gegründet wurde. Es ist nicht ausgeschlossen, dass die Erstbegründung von Krebshagen auch zu dieser Zeit, also vor 1319, stattfand. Einzelnen Siedlern wurden damals Flächen zur Urbarmachung zugewiesen. Der Name des Dorfes hat sich im Laufe der Zeit verändert: Um 1319 schrieb man „Cropeshagen“, 1382 „Crepeshagen“, 1410 „Crepeshaghen“, 1457 „Krepeshagen“, 1550 „Krepshagenn“, 1608 wieder „Krepeshagen“, 1671 „Kreibshagen“, 1696 „Krepshagen“ und heute „Krebshagen“.
| Bild | Bezeichnung                                                                                     | Lage                 | Beschreibung                                               | Bauzeit | Eingetragen seit | Denkmal- nummer |
| ---- | ----------------------------------------------------------------------------------------------- | -------------------- | ---------------------------------------------------------- | ------- | ---------------- | --------------- |
| BW   | Hofanlage mit Wohnhaus und Querdielenhaus                                                       | Kreisstraße 4 Karte  | Konstituierende Bestandteile einer Gruppe gem. §3.3 NDSchG |         | 06.12.1983       |                 |
|      | Hofanlage mit Wohn-/Wirtschaftsgebäude und Scheune                                              | Kreisstraße 6        | Konstituierende Bestandteile einer Gruppe gem. §3.3 NDSchG |         | 06.12.1983       |                 |
| BW   | Wohnhaus, Wohn-/Wirtschaftsgebäude, Stallanbau                                                  | Kreisstraße 10 Karte | Konstituierende Bestandteile einer Gruppe gem. §3.3 NDSchG |         | 06.12.1983       |                 |
| BW   | Wohn-/Wirtschaftsgebäude                                                                        | Kreisstraße 12 Karte | Konstituierende Bestandteile einer Gruppe gem. §3.3 NDSchG |         | 06.12.1983       |                 |
| BW   | Hofanlage mit Wohnhaus, Scheune und Wohn-/Wirtschaftsgebäude                                    | Kreisstraße 14 Karte | Konstituierende Bestandteile einer Gruppe gem. §3.3 NDSchG |         | 06.12.1983       |                 |
| BW   | Wohn-/Wirtschaftsgebäude                                                                        | Kreisstraße 16 Karte | Konstituierende Bestandteile einer Gruppe gem. §3.3 NDSchG |         | 06.12.1983       |                 |
| BW   | Wohn-/Wirtschaftsgebäude                                                                        | Kreisstraße 18 Karte | Konstituierende Bestandteile einer Gruppe gem. §3.3 NDSchG |         | 06.12.1983       |                 |
| BW   | Hofanlage mit Wohnhaus, Altenteil und Wohn-/Wirtschaftsgebäude                                  | Kreisstraße 20 Karte | Konstituierende Bestandteile einer Gruppe gem. §3.3 NDSchG |         | 06.12.1983       |                 |
| BW   | Wohn-/Wirtschaftsgebäude                                                                        | Kreisstraße 22 Karte | Konstituierende Bestandteile einer Gruppe gem. §3.3 NDSchG |         | 06.12.1983       |                 |
| BW   | Wohn-/Wirtschaftsgebäude                                                                        | Kreisstraße 24 Karte | Konstituierende Bestandteile einer Gruppe gem. §3.3 NDSchG |         | 06.12.1983       |                 |
| BW   | Hofanlage mit Wohn-/Wirtschaftsgebäude                                                          | Kreisstraße 26 Karte | Konstituierende Bestandteile einer Gruppe gem. §3.3 NDSchG |         | 06.12.1983       |                 |
| BW   | Hofanlage mit Wohn-/Wirtschaftsgebäude                                                          | Kreisstraße 28 Karte | Konstituierende Bestandteile einer Gruppe gem. §3.3 NDSchG |         | 06.12.1983       |                 |
| BW   | Hofanlage mit Wohn-/Wirtschaftsgebäude und Stallanbau                                           | Kreisstraße 30 Karte | Konstituierende Bestandteile einer Gruppe gem. §3.3 NDSchG |         | 06.12.1983       |                 |
| BW   | Hofanlage mit Wohn-/Wirtschaftsgebäude Scheune, Landarbeiterhaus, Wirtschaftstrakt und Backhaus | Kreisstraße 32 Karte | Konstituierende Bestandteile einer Gruppe gem. §3.3 NDSchG |         | 06.12.1983       |                 |
| BW   | Wohnhaus                                                                                        | Kreisstraße 34 Karte | Konstituierender Bestandteil einer Gruppe gem. §3.3 NDSchG |         | 06.12.1983       |                 |
| BW   | Hofanlage mit Scheune                                                                           | Kreisstraße 36 Karte | Konstituierende Bestandteile einer Gruppe gem. §3.3 NDSchG |         | 06.12.1983       |                 |
| BW   | Wohn-/Wirtschaftsgebäude                                                                        | Kreisstraße 38 Karte | Konstituierende Bestandteile einer Gruppe gem. §3.3 NDSchG |         | 06.12.1983       |                 |
| BW   | Wohn-/Wirtschaftsgebäude                                                                        | Kreisstraße 40 Karte | Konstituierende Bestandteile einer Gruppe gem. §3.3 NDSchG |         | 06.12.1983       |                 |
| BW   | Wohn-/Wirtschaftsgebäude                                                                        | Kampstraße 14 Karte  | Konstituierende Bestandteile einer Gruppe gem. §3.3 NDSchG |         | 06.12.1983       |                 |

### Probsthagen
| Bild | Bezeichnung                                                     | Lage                         | Beschreibung | Bauzeit | Eingetragen seit | Denkmal- nummer |
| ---- | --------------------------------------------------------------- | ---------------------------- | --- | ------- | ---------------- | --------------- |
| BW   | Wohnhaus                                                        | Am Schäferhof 6 Karte        | Einzeldenkmal gem. § 3.2 NDSchG |         | 06.12.1983       |                 |
| BW   | Wohn-/Wirtschaftsgebäude                                        | Kloppenburg 6 Karte          | Konstituierende Bestandteile einer Gruppe gem. §3.3 NDSchG |         | 06.12.1983       |                 |
| BW   | Kirche Probsthagen                                              | Kloppenburg Karte            | Die Kirche Probsthagen ist eine gotische Hallenkirche aus dem 13. Jahrhundert mit rechteckigem Westturm und Chor. Bemerkenswert sind das Sepulcrum (eine symbolische Grabstätte Jesu zum Gedenken an die Kreuzzüge), das Kreuzigungsrelief aus dem 13. Jahrhundert und die hölzerne Kanzel aus dem 16. Jahrhundert. Konstituierende Bestandteile einer Gruppe gem. §3.3 NDSchG |         | 06.12.1983       |                 |
| BW   | Pfarrhaus                                                       | Kloppenburg 10 Karte         | Einzeldenkmal gem. § 3.2 NDSchG |         | 06.12.1983       |                 |
| BW   | Hofanlage mit Wohnhaus, Wirtschaftstrakt, Scheune und Altenteil | Lüdersfelder Straße 10 Karte | Konstituierende Bestandteile einer Gruppe gem. §3.3 NDSchG |         | 06.12.1983       |                 |

### Reinsen-Remeringhausen
| Bild                                | Bezeichnung                               | Lage                     | Beschreibung                                               | Bauzeit | Eingetragen seit | Denkmal- nummer |
| ----------------------------------- | ----------------------------------------- | ------------------------ | ---------------------------------------------------------- | ------- | ---------------- | --------------- |
| Hofanlage Gut Remeringhausen        | Hofanlage Gut Remeringhausen              | Heuerßer Straße 25 Karte | Konstituierende Bestandteile einer Gruppe gem. §3.3 NDSchG |         |                  | 36799916        |
| BW                                  | Scheune des Ritterguts Remeringhausen     | Heuerßer Straße 25 Karte | Einzeldenkmal gem. § 3.2 NDSchG                            |         |                  | 36801819        |
| BW                                  | Scheune des Ritterguts Remeringhausen     | Heuerßer Straße Karte    | Einzeldenkmal gem. § 3.2 NDSchG                            |         |                  | 36806778        |
| Stall des Ritterguts Remeringhausen | Stall des Ritterguts Remeringhausen       | Heuerßer Straße Karte    | Einzeldenkmal gem. § 3.2 NDSchG                            |         |                  | 36806803        |
| Neues Herrenhaus Remeringhausen     | Neues Herrenhaus Remeringhausen           | Heuerßer Straße 25 Karte | Einzeldenkmal gem. § 3.2 NDSchG                            |         |                  | 36801844        |
| Altes Herrenhaus Remeringhausen     | Altes Herrenhaus Remeringhausen           | Heuerßer Straße 25 Karte | Einzeldenkmal gem. § 3.2 NDSchG                            |         |                  | 36801790        |
| BW                                  | Park des Ritterguts Remeringhausen        | Heuerßer Straße Karte    | Einzeldenkmal gem. § 3.2 NDSchG                            |         |                  | 36806748        |
| BW                                  | Wassermühle des Ritterguts Remeringhausen | Heuerßer Straße Karte    | Einzeldenkmal gem. § 3.2 NDSchG                            |         | 16.09.2004       | 36805883        |

### Wendthagen/Ehlen
| Bild | Bezeichnung              | Lage                         | Beschreibung                    | Bauzeit | Eingetragen seit | Denkmal- nummer |
| ---- | ------------------------ | ---------------------------- | ------------------------------- | ------- | ---------------- | --------------- |
| BW   | Wohn-/Wirtschaftsgebäude | Grundstraße 9 Karte          | Einzeldenkmal gem. § 3.2 NDSchG |         | 06.12.1983       |                 |
| BW   | Wohnhaus                 | Kohlenweg 2 Karte            | Einzeldenkmal gem. § 3.2 NDSchG |         | 06.12.1983       |                 |
| BW   | Wohnhaus                 | Schaumburger Weg 11 Karte    | Einzeldenkmal gem. § 3.2 NDSchG |         | 06.12.1983       |                 |
| BW   | Vermessungsstein         | Kreisforst, Stadthagen Karte |                                 |         |                  | 36806406        |
| BW   | Vermessungsstein         | Kreisforst, Stadthagen Karte |                                 |         |                  | 36806428        |
| BW   | Stollen (Bergbau)        | Stadthagen Karte             | Rauhegrundstollen               |         |                  | 43066109        |